# Heterotis buettnerana
Heterotis buettnerana är en tvåhjärtbladig växtart som först beskrevs av Célestin Alfred Cogniaux och Büttner, och fick sitt nu gällande namn av Jacq.-fél.. Heterotis buettnerana ingår i släktet Heterotis och familjen Melastomataceae. Inga underarter finns listade i Catalogue of Life.